# Cimorelli
Le Cimorelli sono un gruppo musicale pop statunitense formatosi a El Dorado Hills, California nel 2007. Inizialmente hanno guadagnato popolarità su YouTube cantando cover di canzoni popolari, per poi firmare un contratto con l'etichetta discografica Universal Music Island. Compongono e scrivono le proprie canzoni, pur mantenendo attivo il loro originale canale YouTube continuando con la pubblicazione di cover e video ufficiali.
Il gruppo è composto da cinque sorelle: Christina, Katherine, Lisa, Amy e Lauren. Nel 2010 si aggiunse un'altra sorella, Danielle, che il 4 gennaio 2020 annunciò la sua uscita dalla formazione per continuare la sua carriera nel mondo del graphic design.
Sono nate originariamente come un gruppo vocale a cappella introducendo successivamente nelle loro produzione l'uso di strumenti musicali. 

## Storia del gruppo
Le sorelle Cimorelli sono nate in una famiglia numerosa; la madre Lynne conobbe il padre Michael mentre stava completando la laurea in pianoforte presso la California State University, Sacramento. Si sposarono in una piccola parrocchia a Stockton, in California e due anni dopo nacque il primo figlio.
Dopo la nascita del primogenito Michael Jr. ebbero altri figli: Christina, Katherine, Lisa, Amy, Alex, Lauren, Danielle, Christian, Nicholas e Joseph.
La famiglia ha origini irlandesi da parte della madre e origini italiane da parte del padre (molisane), ma hanno anche origini: tedesche, norvegesi, inglesi, irlandesi e scozzesi.
Data l'influenza della madre, Christina incominciò a prendere lezioni di piano a tre anni, mentre Katherine, Lisa, Amy, Lauren e Danielle all'età di quattro.
Tutti i fratelli Cimorelli sanno suonare uno o più strumenti e sanno cantare, influenzati dalla musica fin da piccoli.

## Carriera

### Esordi
Nel 2007, le cinque ragazze più grandi e il fratello maggiore, Mike Cimorelli Jr., lanciarono il gruppo vocale. Iniziarono così registrando cover di canzoni e caricandole sulla piattaforma YouTube ogni settimana. L'anno successivo pubblicarono il loro primo EP, Hello There, autoprodotto. I brani sono scritti da Christina e Lauren con le armonie vocali arrangiate da Lisa.
Nel 2009 le Cimorelli iniziarono ad essere seguite dalla manager Sarah Stennett, la stessa di un altro gruppo, le Sugababes. Nel 2011 la sorella più giovane, Dani, si è unì al gruppo. L'intera famiglia di undici figli si trasferì a sud della California in modo che le ragazze potessero proseguire la loro carriera musicale. Firmarono un contratto con l'etichetta discografica Universal, per la quale pubblicarono l'EP CimFam il 6 dicembre 2011, composto da un brano inedito e cinque cover.
Nel maggio 2012, le Cimorelli vinsero La Bieber-Off, un concorso di Ryan Seacrest durante il quale hanno eseguito la cover Boyfriend di Justin Bieber. Nel mese di luglio vennero nominate come "Star Web Choice" al Teen Choice Awards 2012.
All'inizio di giugno hanno partecipato al trailer di Just Dance 4 insieme a Flo Rida. Intorno al mese di agosto, collaborano con AT & T per la campagna "Do not Text and Drive". Il 3 dicembre hanno annunciato l'uscita di un EP Believe It, uscito l'11 dicembre successivo sulle piattaforme in streaming, e il video musicale ufficiale del brano omonimo sul loro nuovo canale VEVO di YouTube.
Il 18 giugno 2013 venne pubblicato il quarto EP chiamato Made in America, composto da quattro canzoni tutte originali, una delle quali è versione in studio del brano Wings, già edito in versione dal vivo su YouTube. Nello stesso anno, nominate nuovamente come "Star Web Choice", vinsero la categoria ai Teen Choice Awards 2013.
Nel 2014 si sono esibite al DigiFest: a maggio a Londra, a giugno a New York e a giugno a Toronto. Contestualmente hanno lanciato una serie web intitolata Summer with Cimorelli, sponsorizzata dal ristorante in franchising Subway. Pubblicarono nuova musica nel giugno dello stesso anno, il singolo What I Do. Il secondo singolo, Everything You Have, presente anche nella serie web delle ragazze, è stato pubblicato il 9 giugno 2014. Il 25 agosto 2014, pubblicano il loro terzo singolo, Come Over.
Le Cimorelli pubblicano il loro quinto EP, Renegade, uscito il 27 ottobre 2014.
Il 28 febbraio 2015 avviarono il primo tour europeo, il Renegade Tour. Il 10 marzo fu pubblicata una traccia bonus dell'EP Renegade, All My Friends Say, il cui video musicale fu pubblicato il successivo 19 marzo.

### I primi album
Il 22 maggio uscì il loro primo mixtape Hearts On Fire, composto da nove canzoni originali, mentre nel successivo mese di settembre avviarono il loro secondo tour, Hearts on Fire Tour. Il 18 maggio 2016 uscì il loro album di debutto intitolato Up at Night, composto da quattordici brani da loro composti, cui seguì il singolo Good Enough.
Il 20 dicembre 2016 uscì il loro secondo album Alive, nel quale furono inserite le canzoni One More Night e Never Let Me Fall già cantate nel tour europeo di novembre dello stesso anno. Il terzo album di inediti, Sad Girls Club, è stato pubblicato il successivo 27 ottobre 2017. Il 3 febbraio seguente pubblicarono il brano Single On Valentine's Day, scritta da Lisa Cimorelli, mentre il successivo 15 aprile fu pubblicato un altro singolo, Thirst for Life.
Il 1º agosto 2018 fu pubblicato l'EP I Love You Or Whatever, mentre il 22 ottobre 2018, per celebrare il matrimonio di Christina Cimorelli e Nick Reali, avvenuto il 6 ottobre 2018 a Sacramento, venne pubblicato Here's to Us : Wedding Songs, un EP con delle cover di canzoni sull'amore e delle canzoni originali scritte da Christina per suo marito.
Il 23 novembre 2018 fu pubblicato un ulteriore EP, Christmas Lights, con due canzoni originali e due cover di brani natalizi già editi da altri artisti. Quasi un anno dopo, il 25 ottobre 2019, fu pubblicata la canzone Believe in You, accompagnata da un tour, il The Believe in You Tour, negli Stati Uniti.
Dopo diversi anni in cui la formazione del gruppo era rimasta stabile, il 4 gennaio 2020 fu annunciato l'abbandono del progetto musicale da parte di Dani, interessata a proseguire la sua carriera nel mondo del design. L'11 gennaio successivo uscì il video ufficiale di Believe in You, che vedeva ancora la presenza di Dani.
Katherine, in onore del suo matrimonio il 30 maggio 2020, pubblicò il singolo All the Days of My Life; il 24 luglio successivo il gruppo pubblicò I Am Enough, un nuovo brano.

## Discografia

### Album in studio
- 2016 - Up at Night (Eleven Production LLC)
- 2016 - Alive (Eleven Production LLC)
- 2017 - Sad Girls Club (Eleven Production LLC)

### Raccolte
- 2017 - The Christmas Collection (Eleven Production LLC, The Fuel Music)
- 2022 - Christmas Carols (Eleven Production LLC, The Fuel Music)

### EP
- 2008 - Hello There/Cimorelli
- 2011 - CimFam (Island)
- 2012 - Believe It (Island)
- 2013 - Made in America (Island)
- 2014 - Renegade (Island)
- 2014 - Christmas Magic (Island)
- 2018 - I Love You, or Whatever (Eleven Production LLC)
- 2018 - Here's to Us: Wedding Songs (Eleven Production LLC)
- 2018 - Christmas Lights (Eleven Production LLC)

### Mixtape
- 2015 - Hearts on Fire (Eleven Production LLC)

### Singoli
- 2011 - Million Bucks
- 2012 - Believe It
- 2012 - Wings
- 2013 - Made in America
- 2014 - You're Worth It
- 2014 - I Got You

## Formazione
- Christina Lynne Cimorelli (nata il 12 agosto 1990) – fondatrice, coreografa, arrangiamenti vocali, cantautrice, occasionalmente pianista, occasionalmente video editor (2007–in attività)
- Katherine Ann Cimorelli (nata il 4 marzo 1992) – bassista, pianista, cantautrice (2007–in attività)
- Lisa Michelle Cimorelli (nata il 19 settembre 1993) – arrangiamenti vocali, cantautrice, batterista, pianista, occasionalmente chitarrista - video editor (2007–in attività)
- Amy Elizabeth Cimorelli (nata il 1 luglio 1995) – chitarrista, pianista, cantautrice (2007–in attività)
- Lauren Christine Cimorelli (nata il 12 agosto 1998) – occasionalmente suona il tamburello, pianista, cantautrice,video editor, arrangiamenti vocali (2007–in attività)
- Danielle "Dani" Nicole Cimorelli (nata il 15 giugno 2000) – video editor,  chitarrista, pianista,  occasionalmente coreografa (Boom Clap cover). (2010–2020)

## Tournée
- 2013: Dal 6 agosto al 15 agosto a Dallas (Texas) e Los Angeles (California);
- 2013: Dal 10 novembre al 21 dicembre a Studio City (California), Castle Rock (Colorado), Cleveland (Ohio) e Sacramento (California);
- 2014: 4 maggio a Londra (Regno Unito);
- 2014: Dal 7 al 14 giugno a Corona (New York) e Toronto (Canada);
- 2014: 25 ottobre al Coca Cola Music Experience di Madrid (Spagna);
- 2015: Dal 28 febbraio al 7 giugno: European Tour a Braga (Portogallo), Lisbona (Portogallo), Madrid (Spagna), Valencia (Spagna), Francoforte (Germania), Colonia (Germania), Monaco (Germania), Berlino (Germania), Zurigo (Svizzera) e Londra (Regno Unito);
- 2015: Hearts On Fire Tour (Stati Uniti);
- 2016: Dal 2 aprile al 10 aprile: South American Tour a Santiago (Cile), Buenos Aires (Argentina), San Paolo (Brasile) e Rio de Janeiro (Brasile).
- 2016: Dal 18 maggio al 25 maggio: East Coast Tour a Vienne (Virginia), Long Island (New York), Freehold (New Jersey), Boston (Massachusetts) e Filadelfia (Pennsylvania).
- 2016: Dal 4 al 30 novembre: European Tour a Dublino (Irlanda), Glasgow (Regno Unito), Londra (Regno Unito), Copenaghen (Danimarca), Stoccolma (Svezia), Amburgo (Germania), Amsterdam (Paesi Bassi), Francoforte (Germania), Oberhausen (Germania), Parigi (Francia), Madrid (Spagna), Barcellona (Spagna), Monaco di Baviera (Germania), Milano (Italia), Soletta (Svizzera), Stoccarda (Germania), Anversa (Belgio).
- 2018: dal 5 al 25 agosto: Cleveland (Ohio), Charlotte (North Carolina), Atlanta (Georgia).
- 2018: I Love You or Whatever Tour dal 18 al 31 gennaio: Allentown (Pennsylvania), Freehold (New Jersey), Boston (Massachusetts), Chicago (Illinois).
- 2019: The Believe in You Tour dal 19 ottobre al 14 dicembre: Hamden (Connecticut), Boston (Massachusetts), Nashville (Tennessee), Greensboro (Carolina del Nord), Filadelfia (Pennsylvania), New York (New York), Waukegan (Illinois), Henderson (Kentucky).

## Riconoscimenti
- 2012: Nomination Teen Choice Awards Choice Web Star
- 2013: Vinto Teen Choice Award for Choice Web Star
- 2014: Nomination Teen Choice Award for Choice Web Star: Music
- 2015: Nomination Teen Choice Award for Choice Music Group: Female
- 2016: Nomination TeenChoice Award Miglior Artista Musicale del Web
- 2017: Nomination Teen Choice Awards Miglior Star Musicale del Web